# Afyon - Oppio/Claude
Afyon - Oppio/Claude è un singolo di Guido De Angelis e Maurizio De Angelis pubblicato dalla Cinevox nel 1973 per la prima volta con lo pseudonimo Oliver Onions.

## Afyon - Oppio
Afyon - Oppio è un brano scritto da Susan Duncan Smith su musica Guido e Maurizio De Angelis. Il brano fu utilizzato come colonna sonora del film omonimo, diretto da Ferdinando Baldi e interpretato da Ben Gazzara.

## Claude
Claude è la canzone pubblicata sul lato B del singolo, composta dai fratelli De Angelis, brano strumentale anch'esso presente nel film.
Entrambi i brani sono stati inclusi nell' LP Afyon Oppio, colonna sonora originale del film.